# Hiti
Hiti è un atollo appartenente all'arcipelago delle Isole Tuamotu nella Polinesia francese.
Si trova 19 km a sud-ovest dell'atollo di Makemo.
Possiede una forma vagamente ovale, misurando 9 km di lunghezza nel punto massimo e 6 km di larghezza. Si estende su una superficie totale di terre emerse per circa 3 km². Hiti possiede una laguna, ma non ci sono canali navigabili che la collegano al mare.
L'atollo di Hiti è disabitato.

## Storia
Il primo contatto europeo avvenne con l'esploratore russo Fabian Gottlieb von Bellingshausen nel 1820.